# Orry-la-Ville

Orry-la-Ville este o comună în departamentul Oise, Franța. În 1 ianuarie 2022 avea o populație de 3.519 de locuitori.